# Žižkov
Žižkov est un quartier de Prague, à l'est du centre. Depuis 1960, il est divisé entre les arrondissements Prague 3 et Prague 8. Une parcelle de Žižkov, proche de la station Želivského fait partie de Prague 10. Le quartier abrite une importante communauté rom.
Son nom vient du chef de guerre hussite Jan Žižka, qui remporta une bataille sur la colline Vítkov à proximité. Cette colline aujourd'hui surmontée d'une statue équestre commémorant le souvenir de Žižka sépare Žižkov du quartier de Karlín.

## Histoire
Avant le XIXe siècle, le petit village de Žižkov subsiste grâce à la culture de la vigne sur Vitkov. Au XIXe siècle, il est rattrapé par Prague, alors en pleine expansion. Žižkov est constitué alors de petits immeubles destinés à une population essentiellement ouvrière.
Jusqu'en 1918, Zizkov bei Prag - Žižkov u Prahy (Zizkov jusqu'en 1896) fait partie de la monarchie autrichienne (empire d'Autriche), puis Autriche-Hongrie (Cisleithanie après le compromis de 1867), chef-lieu du district de même nom depuis 1872, l'un des 94 Bezirkshauptmannschaften en Bohême.
Vers 1920, le quartier est entièrement construit, à l'exception de la zone proche de Ohrada. Il intègre alors Prague, lors de l'élargissement de la grande Prague en 1922. Le tramway de Prague est introduit dans les rues Seifertová a Husitská.
Après la révolution de velours, l'habitat s'améliore grâce à de nombreux travaux de constructions, et Žižkov devient une adresse prisée pour sa proximité du centre-ville: l'opposition entre un Žižkov ouvrier et un Vinohrady bourgeois n'est plus aujourd'hui qu'un mythe, même s'il est toujours entretenu par les habitants des deux quartiers.

## Bâtiments remarquables

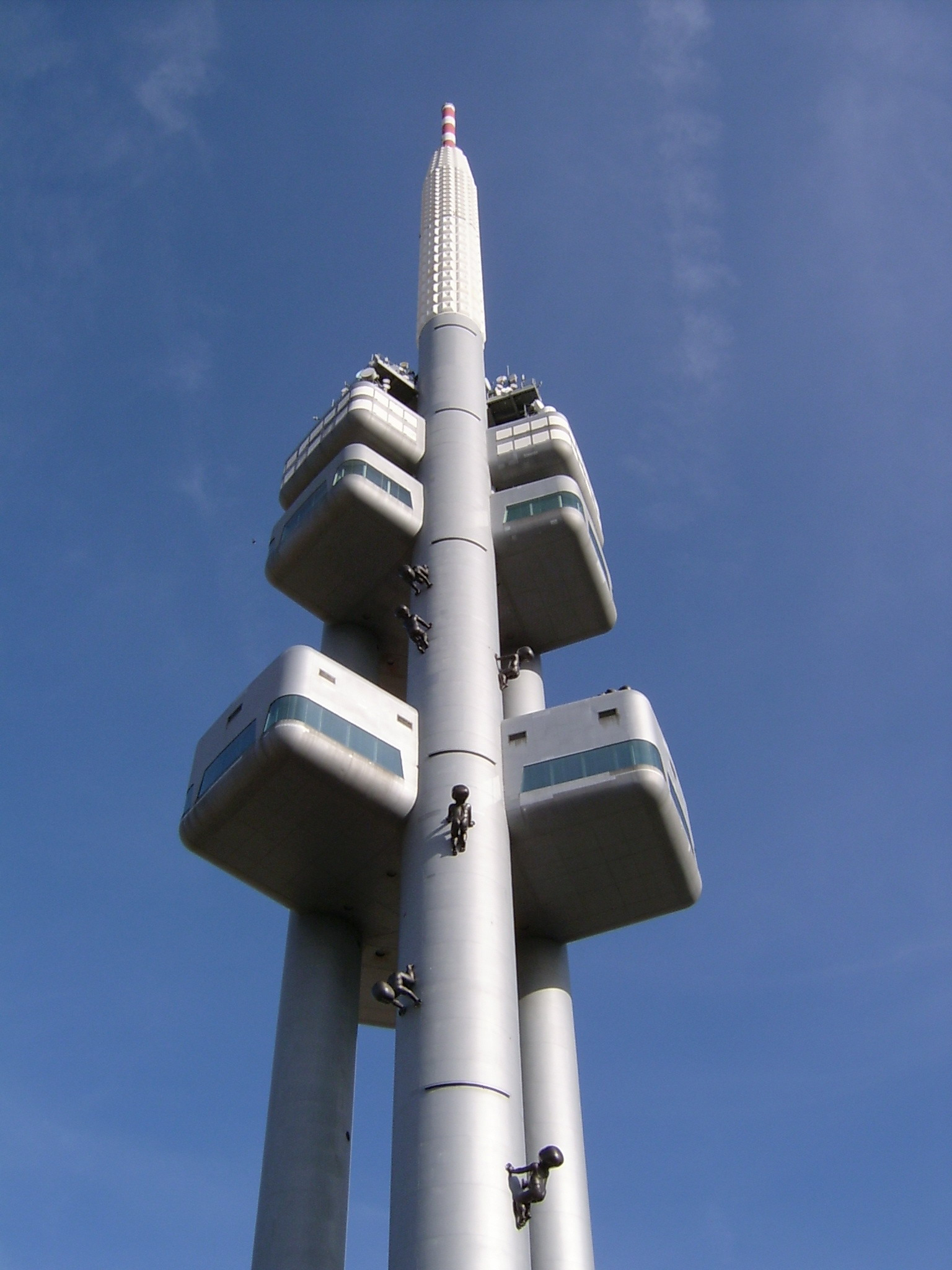
Tour de transmission de Žižkov.

L'édifice le plus célèbre, sinon le plus visible, de Žižkov est la tour de transmission, (Žižkovský vysílač), réalisée selon le projet de l'architecte Václav Aulický et construite entre 1985 et 1992. Haute de 216 mètres, elle se trouve à la frontière entre les quartiers de Žižkov et de Vinohrady, dans les jardins Mahler. Elle est, depuis 2000, ornée des sculptures de David Černý, surréalistes poupons montant à l'assaut de la tour. On y trouvé également le Palais Akropolis.
L'église Saint-Procope, dédiée au saint-patron de la Bohême, Procope de Sázava, est édifiée entre 1898 et 1899 sur la place Sladkovský (Sladkovského náměstí) dans un style néo-gothique sur les plans de Joseph Mocker. L'église Saint-Roch se situe, elle, sur la place Olšanska (Olšanské náměstí).
Le cimetière d'Olšany, un des principaux de la ville, se situe dans la partie sud du quartier.
À proximité de la gare principale, sur la place Churchill (statue intéressante) se trouve l'École supérieure d'économie de Prague, ainsi que l'Établissement général d'assurance vieillesse, datant de 1934, et dessiné par Havlíček et Honzík.
Le quartier de Žižkov est essentiellement desservi par la ligne de tramway 9. Cette ligne fréquente et efficace permet un accès toutes les 2, 3 minutes au centre-ville.
À Žižkov se trouve le musée de l'armée, traitant d'histoire militaire.
L'ancien hôtel de ville de Zizkov est le siège du bureau municipal de Prague 3.

## Réputation de Žižkov
Žižkov a toujours eu une réputation sulfureuse. Il s'agit historiquement d'un quartier ouvrier. On le nomme parfois Žižkov le rouge, en référence aux nombreux habitants membres du Parti communiste. Durant le communisme, le quartier garda sa réputation d'endroit mal famé au point d'être surnommé "le Bronx". Le quartier se vante d'avoir le plus grand nombre de bars de tout Prague. Toutefois par comparaison avec les "mauvais quartiers" des capitales européennes, le Žižkov reste un quartier caractérisé par son architecture bourgeoise art nouveau belle époque souvent spectaculaire. La présence de certains ministères aussi est un indicateur du caractère bourgeois de ce quartier.

## Personnalités de Žižkov
- Le fameux poète, prix Nobel de Littérature, Jaroslav Seifert est né et a longtemps vécu dans ce quartier. Une des principales rues porte d'ailleurs son nom.

## Sport
Ce quartier est la demeure du club de foot Viktoria Žižkov.